# Postum (przyjaciel Horacego)
Postumus (Postum) – przyjaciel Horacego, do którego poeta skierował słynne słowa: Eheu fugaces, Postume, Postume, labuntur anni (Mkną chyże lata, Postumie, Postumie – Ody, Księga 2, Pieśń 14, tłum. Józef Birkenmajer). Być może postać fikcyjna.